# Dofpaars wolschijfje
Het dofpaars wolschijfje (Lachnella alboviolascens) is een schimmel behorend tot de familie Niaceae. Hij leeft saprotroof op takjes van loofbomen en dode stengels van (grotere) kruidachtige planten. Hij komt voor in loof- en gemengde bossen, ook in ruigtevegetaties.

## Kenmerken

### Uiterlijke kenmerken
De vruchtlichamen zouden in eerste instantie voor een kleine, harige ascomyceet gehouden kunnen worden: het zijn kleine (tot ca.3 mm diameter), kort gesteelde tot zittende schijfjes met een wit harige buitenkant en een gladde schijf. Die laatste is karakteristiek gekleurd: grijs, maar met een zweem paars er in. Bij grotere exemplaren ontstaat in het midden van die schijf vaak een toefje witte haren, vergelijkbaar met die aan de buitenkant. Dit proces, dat proliferatie genoemd wordt, is mogelijk een aanzet tot het vormen van lamellen. 

### Microscopische kenmerken
Microscopisch zijn de cilindrische, over het hele oppervlak ruwe haren, en de grote, amandelvormige sporen (circa 10-14 × 9-11 µm) karakteristiek.

## Ecologie
Het wordt gevonden in bossen, botanische tuinen en parken. Het ontwikkelt zich op dode, gevallen of hangende takken van loofbomen. Hij is onder andere bekend van paardenkastanje, es, kamperfoelie, vlierbes, iep, wijnstok, wilg, oude stengels van kruidachtige planten en hazelnootomhulsels.

## Verspreiding
Deze soort komt voor in Noord-Amerika, Europa, Azië, Australië en Nieuw-Zeeland. Hij is wijd verspreid in Europa en komt vrij algemeen voor op het Scandinavische schiereiland, maar wordt vanwege zijn kleine formaat zelden opgemerkt.

## Synoniemen
- Cyphellopsis alboviolascens (Alb. & Schwein.) Donk 1931[1]
- Cyphella pseudovillosa Henn. 1904[2]
- Chaetocypha stuppea (Berk. & Broome) Kuntze 1891[3]
- Chaetocypha alboviolascens (Alb. & Schwein.) Kuntze 1891[3]
- Chaetocypha dochmiospora (Berk. & Broome) Kuntze 1891[3]
- Cyphella stuppea Berk. & Broome 1878[4]
- Corticium dubium Quél. 1878[5]
- Cyphella dochmiospora Berk. & Broome 1873[6]
- Cyphella alboviolascens (Alb. & Schwein.) P. Karst. 1870[7]
- Cyphella curreyi Berk. & Broome 1861[8]
- Peziza fallax var. alboviolascens (Alb. & Schwein.) Pers. 1822[9]
- Peziza fallax var. fallax Pers. 1822[9]
- Peziza fallax Pers. 1822[9]
- Peziza granuliformis Nees 1816[10]
- Peziza alboviolascens var. alboviolascens Alb. & Schwein. 1805[11]
- Peziza alboviolascens Alb. & Schwein. 1805[12]
- Peziza sclerotium  [13]